# Лепанто (станция метро)
Лепанто — станция линии А римского метрополитена. Открыта в 1980 году. Представляет собой подземную станцию с двумя боковыми платформами. Станция оборудована эскалаторами и видеокамерами. Между станциями Лепанто и Фламинио линия выходит на поверхность и пересекает по метромосту реку Тибр.

## Достопримечательности
Вблизи станции расположены:
- Площадь Кавур
- Площадь Кола-ди-Риенцо
- Театр Адриана
- Музей науки Мамиани

## Наземный транспорт
Автобусы: 30, 70, 87, 89, 280, 301, 490, 590, 982.
Трамвай: 19.